# Света Параскева (Лънги)
Вижте пояснителната страница за други значения на Света Параскева.
„Света Параскева“ (на гръцки: Αγίας Παρασκευής) е православна църква в преспанското село Лънги (Микролимни), Егейска Македония, Гърция, част от Леринската, Преспанска и Еордейска епархия.
Църквата е построена в XVIII век и достроявана на запад в следващия XIX век. Представлява еднокорабен поствизантийски храм. В 1996 година църквата е обявена за защитен паметник.